# Coppa Svizzera 1968-1969
La Coppa Svizzera 1968-1969 è stata la 44ª edizione della manifestazione calcistica. È iniziata l'8 settembre 1968 e si è conclusa il 26 maggio 1969. Questa edizione della coppa vide la vittoria finale del San Gallo.

## Squadre partecipanti
| Basilea           |
| Bellinzona        |
| Bienne            |
| Grasshoppers      |
| La Chaux-de-Fonds |
| Losanna           |
| Lucerna           |
| Lugano            |
| San Gallo         |
| Servette          |
| Sion              |
| Young Boys        |
| Winterthur        |
| Zurigo            |

| Aarau           |
| Baden           |
| Brühl           |
| Chiasso         |
| Étoile Carouge  |
| Friburgo        |
| Grenchen        |
| Mendrisio       |
| Soletta         |
| Thun            |
| Urania Ginevra  |
| Wettingen       |
| Young Fellows   |
| Xamax Neuchâtel |

| Amriswil          |
| Blue Stars Zurigo |
| Buochs            |
| Emmenbrücke       |
| Frauenfeld        |
| Küsnacht          |
| Locarno           |
| Oerlikon/Polizei  |
| Red Star Zurigo   |
| Sciaffusa         |
| Uster             |
| Vaduz             |
| Zugo              |

| Berna             |
| Breite Basilea    |
| Breitenbach       |
| Burgdorf          |
| Concordia Basilea |
| Dürrenast         |
| Langenthal        |
| Minerva Berna     |
| Nordstern         |
| Old Boys Basilea  |
| Porrentruy        |
| Trimbach          |
| Zofingen          |

| Cantonal Neuchâtel |
| Chênois            |
| US Campagnes       |
| Fontainemelon      |
| Le Locle-Sports    |
| Martigny           |
| Meyrin             |
| Monthey            |
| Moutier            |
| Raron              |
| Stade Nyonnais     |
| Vevey              |
| Yverdon            |

### 1º Turno Eliminatorio
| Squadra 1          | Risultato     | Squadra 2            |
| ------------------ | ------------- | -------------------- |
| 8 settembre 1968   |               |                      |
| Berna              | 2 - 0         | Länggasse Berna      |
| Blue Stars Zurigo  | 3 - 1         | Wetzikon             |
| Boudry             | 3 - 1         | Aurore Bienne        |
| Breitenbach        | 0 - 1(d.t.s.) | Concordia Basilea    |
| Buchs              | 0 - 4         | Amriswil             |
| Bulle              | 3 - 2(d.t.s.) | Raron                |
| Burgdorf           | 5 - 1         | Minerva Berna        |
| Cantonal Neuchâtel | 2 - 1         | Fontainemelon        |
| Compesières        | 3 - 0         | Stade Lausanne       |
| Delémont           | 3 - 0(d.t.s.) | Aesch                |
| Dürrenast          | 4 - 2         | Central Friburgo     |
| Ecublens           | 0 - 3         | Chênois              |
| Emmenbrücke        | 2 - 1         | Menziken             |
| Fétigny            | 1 - 4         | Portalban/Gletterens |
| Feuerthalen        | 1 - 0         | Tössfeld             |
| Flamatt            | 1 - 3         | Bümpliz              |
| Frauenfeld         | 4 - 1         | Wil                  |
| Gambarogno-Contone | 0 - 1         | Locarno              |
| Gossau             | 2 - 1         | Bad Ragaz            |
| Küsnacht           | 1 - 0         | Uster                |
| Langenthal         | 3 - 2         | Selzach              |
| Le Locle-Sports    | 2 - 1         | Couvet               |
| Malley             | 3 - 2         | US Campagnes         |
| Martigny           | 2 - 1         | Monthey              |
| Meisterschwanden   | 2 - 4         | Buochs               |
| Meyrin             | 0 - 2         | Plan-les-Ouates      |
| Moutier            | 2 - 4         | Trimbach             |
| Nordstern          | 2 - 5         | Breite Basilea       |
| Oerlikon           | 4 - 1         | Wallisellen          |
| Oerlikon/Polizei   | 2 - 0         | Red Star Zurigo      |
| Old Boys Basilea   | 0 - 2         | Kleinhüningen        |
| Oensingen          | 2 - 0         | Kirchberg            |
| Ponte Tresa        | 1 - 5(d.t.s.) | Giubiasco            |
| Porrentruy         | 3 - 1         | Fontenais            |
| Pratteln           | 3 - 0         | Black Stars Basilea  |
| Sciaffusa          | 5 - 0         | Adliswil             |
| Schöftland         | 2 - 1(d.t.s.) | Luzerner SC          |
| Stade Nyonnais     | 3 - 0         | US Lausanne          |
| Turicum            | 2 - 1         | Lachen/Altendorf     |
| Vaduz              | 3 - 4         | Rheineck             |
| Vevey              | 3 - 1         | Salgesch             |
| Yverdon            | 3 - 0         | Grünstern            |
| Zofingen           | 5 - 0         | Kappel               |
| SC Zugo            | 3 - 1         | Küsnacht             |

### 2º Turno Eliminatorio
| Squadra 1                      | Risultato     | Squadra 2            |
| ------------------------------ | ------------- | -------------------- |
| 22 settembre 1968              |               |                      |
| Berna                          | 8 - 1         | Portalban/Gletterens |
| Breite Basilea                 | 0 - 2         | Delémont             |
| Bulle                          | 2 - 0         | Bümpliz              |
| Buochs                         | 6 - 2         | Luzerner SC          |
| Chênois                        | 1 - 0         | Le Locle-Sports      |
| Concordia Basilea              | 3 - 0         | Trimbach             |
| Dürrenast                      | 0 - 3         | Cantonal Neuchâtel   |
| Feuerthalen                    | 1 - 3(d.t.s.) | Rheineck             |
| Gossau                         | 2 - 1(d.t.s.) | Sciaffusa            |
| Küsnacht                       | 0 - 1         | SC Zugo              |
| Langenthal                     | 4 - 2         | Burgdorf             |
| Locarno                        | 0 - 1         | Giubiasco            |
| Malley                         | 3 - 0         | Compesières          |
| Martigny                       | 2 - 0         | Plan-les-Ouates      |
| Oensingen                      | 1 - 3         | Pratteln             |
| Oerlikon/Polizei               | Sospesa       | Blue Stars Zurigo    |
| Vevey                          | 1 - 0         | Stade Nyonnais       |
| Yverdon                        | 3 - 1         | Boudry               |
| Zofingen                       | 0 - 1(d.t.s.) | Emmenbrücke          |
| 29 settembre 1968              |               |                      |
| Oerlikon                       | 4 - 0         | Frauenfeld           |
| Porrentruy                     | 3 - 0         | Kleinhüningen        |
| Turicum                        | 3 - 4(d.t.s.) | Amriswil             |
| 29 settembre 1968(Ripetizione) |               |                      |
| Oerlikon/Polizei               | 2 - 1         | Blue Stars Zurigo    |

### Trentaduesimi di Finale
| Squadra 1                    | Risultato     | Squadra 2          |
| ---------------------------- | ------------- | ------------------ |
| 13 ottobre 1968              |               |                    |
| Baden                        | 1 - 0(d.t.s.) | Amriswil           |
| Berna                        | 3 - 1(d.t.s.) | Pratteln           |
| Bulle                        | 1 - 0         | Vevey              |
| Buochs                       | 3 - 0         | Oerlikon/Polizei   |
| Delémont                     | 1 - 3(d.t.s.) | Thun               |
| Friburgo                     | 0 - 1         | Martigny           |
| Grenchen                     | 4 - 0         | Porrentruy         |
| Langenthal                   | 3 - 2         | Gossau             |
| Oerlikon                     | 2 - 3         | Brühl              |
| Rheineck                     | 0 - 6         | Wettingen          |
| Soletta                      | 1 - 0(d.t.s.) | Concordia Basilea  |
| Urania Ginevra               | 1 - 2(d.t.s.) | Chênois            |
| Yverdon                      | 3 - 4         | Neuchâtel Xamax    |
| SC Zugo                      | 0 - 1         | Chiasso            |
| Cantonal Neuchâtel           | 1 - 1(d.t.s.) | Aarau              |
| Malley                       | 1 - 1(d.t.s.) | Étoile Carouge     |
| Mendrisio                    | 0 - 0(d.t.s.) | Giubiasco          |
| Young Fellows                | 0 - 0(d.t.s.) | Emmenbrücke        |
| 16 ottobre 1967(Ripetizioni) |               |                    |
| Aarau                        | 0 - 0(d.t.s.) | Cantonal Neuchâtel |
| Emmenbrücke                  | 0 - 2         | Young Fellows      |
| Étoile Carouge               | 2 - 0         | Malley             |
| Giubiasco                    | 0 - 0(d.t.s.) | Mendrisio          |

### Sedicesimi di Finale
| Squadra 1                     | Risultato     | Squadra 2         |
| ----------------------------- | ------------- | ----------------- |
| 2 novembre 1968               |               |                   |
| Bienne                        | 1 - 0         | Aarau             |
| Chênois                       | 2 - 1(d.t.s.) | Servette          |
| 3 novembre 1968               |               |                   |
| Baden                         | 4 - 5         | Grasshoppers      |
| Bulle                         | 2 - 4         | La Chaux-de-Fonds |
| Buochs                        | 1 - 4         | Bellinzona        |
| Chiasso                       | 2 - 1         | Brühl             |
| Étoile Carouge                | 1 - 8         | Losanna           |
| Lugano                        | 1 - 0         | Mendrisio         |
| San Gallo                     | 3 - 2(d.t.s.) | Wettingen         |
| Thun                          | 1 - 2         | Basilea           |
| Young Boys                    | 9 - 1         | Berna             |
| Zurigo                        | 6 - 3         | Young Fellows     |
| Grenchen                      | 0 - 0(d.t.s.) | Winterthur        |
| Langenthal                    | 3 - 3(d.t.s.) | Lucerna           |
| Martigny                      | 1 - 1(d.t.s.) | Soletta           |
| Neuchâtel Xamax               | 2 - 2(d.t.s.) | Sion              |
| 6 novembre 1968(Ripetizioni)  |               |                   |
| Lucerna                       | 6 - 4         | Langenthal        |
| Sion                          | 4 - 1         | Neuchâtel Xamax   |
| 24 novembre 1968(Ripetizioni) |               |                   |
| Soletta                       | 3 - 2(d.t.s.) | Martigny          |
| Winterthur                    | 1 - 2         | Grenchen          |

### Ottavi di Finale
| Squadra 1                  | Risultato  | Squadra 2    |
| -------------------------- | ---------- | ------------ |
| 15 dicembre 1968           |            |              |
| Basilea                    | 3 - 1      | Lucerna      |
| Bellinzona                 | 3 - 2      | Losanna      |
| Grenchen                   | 0 - 1      | Grasshoppers |
| La Chaux-de-Fonds          | 1 - 3      | Servette     |
| San Gallo                  | 2 - 1      | Young Boys   |
| Sion                       | (Rinviata) | Bienne       |
| Soletta                    | 0 - 3      | Chiasso      |
| Zurigo                     | 0 - 1      | Lugano       |
| 16 febbraio 1969(Recupero) |            |              |
| Sion                       | 3 - 1      | Bienne       |

### Quarti di Finale
| Squadra 1                 | Risultato     | Squadra 2    |
| ------------------------- | ------------- | ------------ |
| 22 febbraio 1969          |               |              |
| Lugano                    | 0 - 1(d.t.s.) | San Gallo    |
| 23 febbraio 1969          |               |              |
| Bellinzona                | 3 - 1         | Sion         |
| Servette                  | 1 - 0         | Basilea      |
| Chiasso                   | 3 - 3(d.t.s.) | Grasshoppers |
| 6 marzo 1969(Ripetizione) |               |              |
| Grasshoppers              | 1 - 0         | Chiasso      |

### Semifinali
| Squadra 1     | Risultato | Squadra 2    |
| ------------- | --------- | ------------ |
| 7 aprile 1969 |           |              |
| Bellinzona    | 2 - 1     | Grasshoppers |
| San Gallo     | 3 - 0     | Servette     |

### Finale
| Arbitro: | Droz (Marin) |

|                                                                                 |            |                                                                                                |
| Nafziger 60’, 71’                                                               | Marcatori  |                                                                                                |
| Biaggi Schüwig Bayer Kaspar Tanner Dolmen Moscatelli Nafziger Frei Grünig Meier | Formazioni | Eichenberger Ghilardi Genazzi Paglia Bionda Guidotti Gottardi Sørensen Frigerio Tagli Nembrini |
| Sing                                                                            | Allenatori | Pintér                                                                                         |